# Liatongus rhinocerus
Liatongus rhinocerus är en skalbaggsart som beskrevs av Gilbert John Arrow 1931. Liatongus rhinocerus ingår i släktet Liatongus och familjen bladhorningar. Inga underarter finns listade i Catalogue of Life.